# أبلغ عزيزا
أَبْلِغْ عَزِيزًا هو مطلعُ قصيدةٍ انتشرت بشكلٍ واسعٍ عبر مواقع التواصل الاجتماعي بعد أن غنتها الفنانة السورية فايا يونان، ولكنَّ انتشارها ترافق مع معلوماتٍ متضاربةٍ حول أصل القصيدة ونسبتها وأبياتها، فنسبها البعض إلى علي بن الجهم وآخرون إلى أبي الطيب المتنبي.

## الأغنية
كانت الفنانة السورية فايا يونان قد نشرت في 12 يناير (كانون الثاني) 2017 أغنيةً بعنوان «يا ليته يعلم» عبر اليوتيوب، مع توضيحٍ بأنَّ كلمات الأغنية بتصرف من قصيدةٍ تعود للشاعر العباسي علي بن الجهم، وجاءت كلماتها:
كان قد لحنها وغناها سابقًا كمال محمد، حيث نشرها عبر يوتيوب في 2 يونيو (حزيران) 2016 بعنوان «أبلغ عزيزاً» ونسب أبياتها إلى أبي الطيب المتنبي، حيث كتب في وصف الفيديو «أبيات مختارة من شعر أبو [ك‍] الطيب المتنبي».
يُذكر أنَّ الأبيات نفسها كانت مُنتشرةً عبر مواقع التواصل الاجتماعي قبل عام 2016 مع تضاربٍ في نسبتها بين علي بن الجهم وأبي الطيب المتنبي، والبعض يذكرُ أنَّ جزءًا من أبياتها ينسب إلى بهاء الدين زهير.

## القصيدة

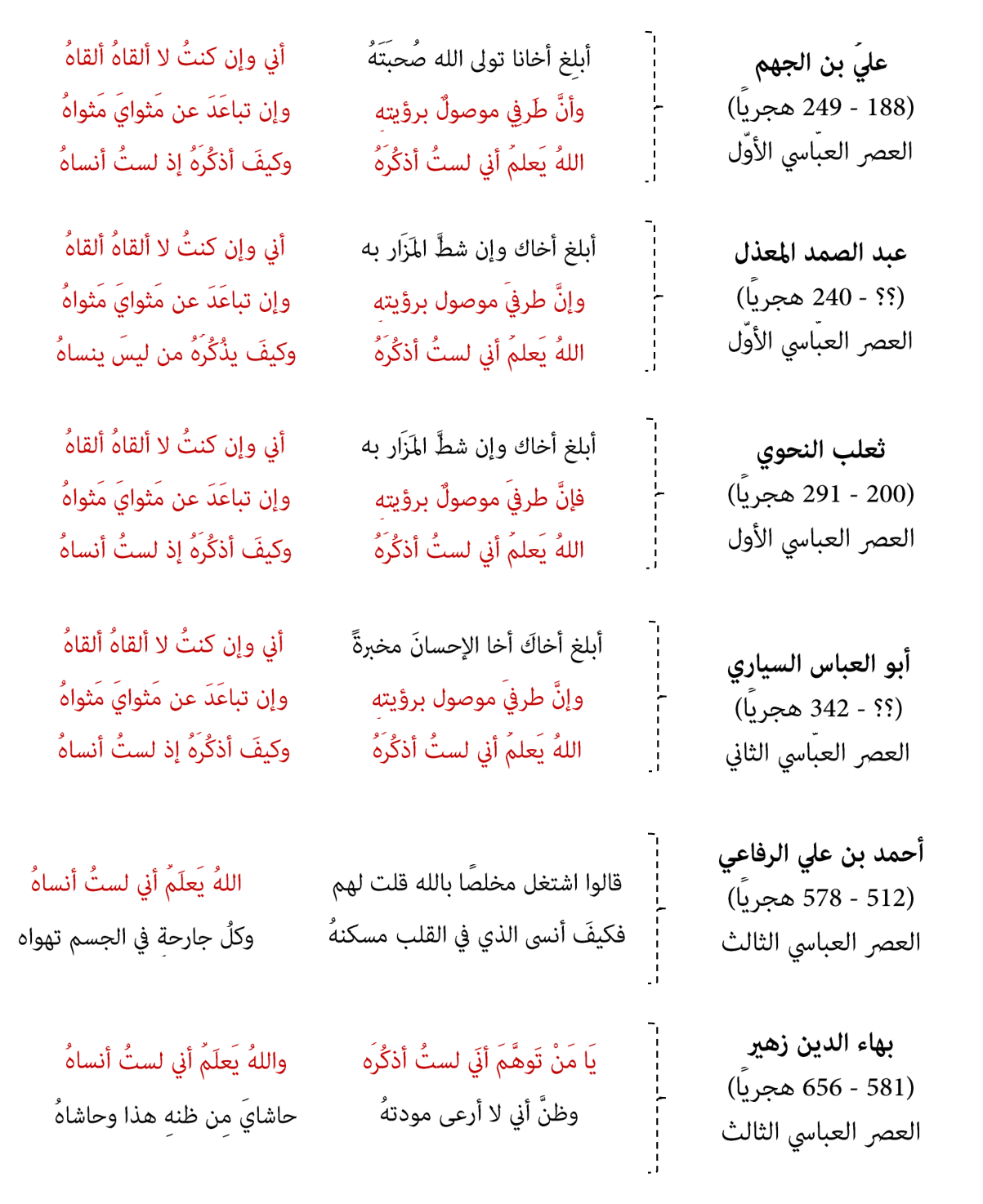
صورة للتسلسل التاريخي لتضمين بعض هذه الأبيات

انتشرت أبيات الأغنية عبر مواقع التواصل الاجتماعي مع معلوماتٍ متضاربةٍ حول أصل القصيدة ونسبتها وأبياتها، وحسب فهرس مطالع الشعر في «المعجم المفصل في شواهد اللغة العربية» لا تُوجد أي قصيدةٍ يبدأ مطلعها بعبارة «أبلغ عزيزًا»، ومن المطالع المُقاربة «أبلغ حبيبًا» حيث «أبلغ حبيبًا وخلل في سراتهم *** إنَّ الفؤاد انطوى منهم على حزنٍ» وأنها على البحر البسيط للشاعر الجاهلي أفنون التغلبي، أو «أبلغ خليلي» حيث «أبلغ خليلي عبد هندٍ فلا *** زلتَ قريبًا من سوادِ الخُصوص» على البحر السريع للشاعر الجاهلي عدي بن زيد العبادي.

### علي بن الجهم
يُذكر في كتاب «مفتاح غيب الجمع والوجود لصدر الدين القونوي وشرحه مصباح الأنس بين المعقول والمشهود للفناري» الذي ضبطه وصححه وعلق عليه الشيخ عاصم إبراهيم الكيالي «أحد ثلاثة أبيات للشاعر العباسي، علي بن الجهم بن بدر أبو الحسن من بني سامة من لؤي بن غالب. ولد سنة 188 هـ وتوفي سنة 249 هـ. والأبيات كاملة هي:
(الموسوعة الشعرية، المجمع الثقافي، أبو ظبي).»
كما وردَ في كتاب «غرر الخصائص الواضحة وعرر النقائص الفاضحة» لمؤلفه جمال الدين الوطواط «(اعتذار من لم يزر) أظرف ما كتب في ذلك قول علي بن الجهم:
» كما وردت نفس الأبيات مع نسبتها إلى علي بن الجهم في الفصل السادس والعشرين في السلب والإيجاب من «كتاب الصناعتين: الكتابة والشعر» لأبي هلال العسكري، ووردت أيضًا في المجلد الثالث من «المنتخب من ديوان العرب» لخير الدين شمسي باشا تحت باب «الإخاء والمودة والصداقة».
يذكر أحد المصادر أنَّ أبا الفضل جعفر المتوكل على الله قد اتخذ علي بن الجهم خليلًا ونديمًا وكان يفيض له بأسراره ويأنس بمجالسته منفردًا، ولكن ندماء المتوكل الآخرين وكان منهم البحتري ومروان بن أبي الجنوب كادوا له لدى المتوكل، وزعموا أنه ينظر إلى نساء القصر. فغضب عليه المتوكل وألزمه بأن لا يترك بيته فانقطع عن القصر، ولم يتوقف الندماء عند هذا الحد، ولكن أخبروا المتوكل بأنه شديد الطعن له ويعيب بأخلاقه فأمر المتوكل بحبسه، وكان أول ما قاله في السجن قصيدة بعث بها مع أخيه إلى المتوكل على الله:

### عبد الصمد المعذل
وردَ في كتاب «الخلق الكامل» لمحمد جاد المولى تحت باب (اتخاذ الاخوان وما يجب لهم) «وأنشد محمد بن يزيد المبرد لعبد الصمد بن المُعذّل في إبراهيم بن الحسن:
» كما وردت أيضًا في كتاب «العقد الفريد» لابن عبد ربه الأندلسي. يُذكر في «شرح مقامات الحريري» أنَّ الأبيات السابقة لعبد الصمد بن المُعذّل حيث «وقال عبد الصمد بن المعذَّل في ضد هذا: وأن يحافظ على الصداقة بظهر الغيب، ويمدح إبراهيم بن الحسن:
»

### ثعلب النحوي
وجاء في كتاب «بين التاريخ والشعر في خلافة بني العباس» لعبد الله تطاوي أنَّ عبد الله بن المعتز «قد أخذ حتى عن مؤدبيه من أساتذته، كما ورد في المختار أن ثعلبا كتب إلى ابن المعتز:
»

### أبو الطيب المتنبي
أعادت العديد من الروايات والأفراد والمواقع نشر النص مع نسبته إلى الشاعر العباسي أبي الطيب المتنبي. كما نشر البعض مُعارضاتٍ شعرية تحت «معارضة لإحدى قصائد المتنبي "أبلغ عزيزاً"».
يقول عن ذلك الإعلامي السوري أحمد فاخوري «أنَّ القصيدة لغتها سطحية وصورها البيانية متعبة. لا يمكن لعملاق مثل المتنبي أن يقول شيئًا كهذا وهو أحمد بن الحسين بن الحسن بن عبد الصمد الجعفي أبو الطيب الكندي الكوفي المولد، نسب إلى قبيلة كندة نتيجة لولادته بحي تلك القبيلة في الكوفة لا لأنه منهم. عاش أفضل أيام حياته وأكثرها عطاء في بلاط سيف الدولة الحمداني في حلب وكان من أعظم شعراء العربية، وأكثرهم تمكنًا من اللغة العربية وأعلمهم بقواعدها ومفرداتها، وله مكانة سامية لم تُتح مثلها لغيره من شعراء العربية. فيوصف بأنه نادرة زمانه، وأعجوبة عصره، وظل شعره إلى اليوم مصدر إلهام ووحي للشعراء والأدباء. وهو شاعر حكيم، وأحد مفاخر الأدب العربي.»
كان الممثل السوري ياسر العظمة قد تحدث في حلقةٍ بعنوان «المتنبي» في برنامجه الأسبوعي بتاريخ 12 أكتوبر (تشرين الأول) 2020، حيث انتقد نسبة القصيدة التي جاء فيها «أبلِغ عَزيزًا في ثنايا القلبِ مَنزله *** أنى وإن كُنتُ لا ألقاهُ ألقاهُ» إلى المتنبي، موضحًا أنَّ «رأيي لن يعجب الكثيرين، فالقصيدة مكسورة والشعر فيها ركيك، والبناء ضعيف وأقل من عادي»، كما ذكر أنها من البحر البسيط، و«ومع ذلك فإنَّ الشطر الأول منه مكسور، والأصح أن يكون: "أبلغ عزيزًا ثنايا القلب منزله"»، كما أشار أنَّ «القصيدة مكسورة الأوزان بينما قوافي المتنبي محكمة، وفيها تكرار في الألفاظ مثل «أذكره» التي تكررت 3 مرات ولست أنساه 3 مرات أيضًا، في 4 أبيات، والمتعارف عليه بأن الشاعر لا يكرر لفظ القافية إلا بعد 7 أبيات»، حيث استبعد أن تكون هذه القصيدة للمتنبي، مستدلًا أنَّ «المتنبي معجزة الشعراء على مدى القرون» وأنه لا يكسر الأوزان ولا يستعمل قوافٍ لينةٍ معاصرة، وأنَّ عظمته تتمثل في قوافيه المحكمة وألفاظه القوية الجزلة، وروعة وجمال قصائده «فلا يمكن أن يكون كاتب هذه القصيدة الركيكة».
يُذكر أيضًا أنهُ لم يرد في «ديوان المتنبي» أو شروحه أي ذكرٍ لهذه القصيدة أو بيتٍ منها.

### البهاء زهير
وردَ في نسخةٍ قديمةٍ من عام 1876 ميلاديًا الموافق 1292 هجريًا من «ديوان شعر» «الوزير الفاضل الرئيس البليغ البارع العلامة بهاء الدين ابي الفضل زهير ابن محمد علي بن يحيى بن الحسن بن جعفر بن منصور بن عاصم المهلي المصري الكاتب رحمة لله عليه» والذي صححه وترجمه إلى الإنجليزية إدوارد هنري بالمر «مدرس العربية في المدرسة السلطانية في قمبرج»، أنَّ البهاء زهير قال على بحر البسيط والقافية المتواتر:

### أبو العباس السياري
وردَ في كتاب تفسير السلمي أنَّ أبا العباس السياري (القاسم بن القاسم) قال في تفسير سورة فاطر «الظالم ذاكر والمقتصد متذكر والسابق غير ذاكر ومتذكر لأنه ليس في حد الغفلة والنسيان فيذكر ويتذكر ومعناه: أن الظالم ينساه وقت معصيته فيذكره في وقت توبته والمقتصد يتكلف في ذكره ويجتهد في أن لا ينساه والسابق لا ينساه في وقت فيحتاج أن يذكره. وأنشد القاسم:
»

### أحمد بن علي الرفاعي
ذُكر في كتاب «قلادة الجواهر في ذكر الغوث الرفاعي واتباعه الاكابر» من تأليف أبو الهدى الصيادي، أنَّ الإمام أحمد بن علي الرفاعي قال:

### نزار قباني
يذكرُ أحد المصادر أنَّ نزار قباني قد كتب قصيدةً على نفس الوزن والقافية باسم «ماذا أقول له» وغنتها نجاة الصغيرة، وكانت قد اشتهرت الأغنية والقصيدة معًا، وعارضها عددٌ من الشعراء، وكان قد كُتبت قصيدةٌ معارضةٌ لها عام 1967 اعتمدت على نفس الكلمات التي بدأ بها الشاعر كتابة كل بيت من أبيات القصيدة، وهي:

### الأبيات المتبقية
وردَ في كتاب «أبدع الأساليب في إنشاء الرسائل والمكاتيب» الصادر في بيروت عام 1331 هجريًا، تحت قسم «أبيات لطيفة "تُكتب في إهداء السلام"»:
كما وردت نفس الأبيات في كتاب «الطرب الأندلسي: مجموعة أشعار وأزجال موسيقى الصنعة» الصادر عام 2006، وفي كتاب «القطوف الدانية في العروض والقافية» الصادر عام 1997.
أما الأبيات الأخرى المتبقية «أبلِغ عَزيزًا في ثنايا القلبِ مَنزله» و«وإن تباعد عَن سُكناي سُكناهُ» فلم ترد في أي مصدر.[بحاجة لمصدر]

## وصلات خارجية
- كمال محمد "أبلغ عزيزاً" 2016م على يوتيوب في 2 يونيو 2016
- يا ليته يعلم، فايا يونان على يوتيوب في 12 يناير 2017
- المتنبي لا يكتب هكذا... أبلغ عزيزاً على يوتيوب لأحمد الفاخوري في 20 يونيو 2020
- مع ياسر العظمة - المتنبي على يوتيوب في 12 أكتوبر 2020